# Arkadij Davidovič
Arkadij Davidovič, in russo Аркадий Давидович?, pseudonimo di Adol'f Filippovič Frejdberg (Адольф Филиппович Фрейдберг) (Voronež, 12 giugno 1930 – Voronež, 25 febbraio 2021), è stato uno scrittore e aforista russo, autore di più di 50000 aforismi pubblicati.

## Biografia
Arkadij Davidovič nacque in una famiglia di medici: il padre Filip Abramovič era specialista in malattie veneree, mentre la madre Raisa Solomonovna era una pediatra. Come confessò in seguito l'aforista, lui "fu prima accudito dalla madre e poi dal padre".
Nel periodo sovietico scrisse sulla rivista Krokodil sotto gli pseudonimi di Giulio Cesare, Ernest Hemingway, Honoré de Balzac e A. David, scrittore francese nella sezione Jumor raznych širot. I suoi lavori sono inclusi in molte raccolte di aforismi. A proprie spese pubblicò più di due decine di opere incensurate di autori della raccolta Zakony bytija, vključaja i nebytie ("Le leggi dell'esistenza, inclusa l'inesistenza").
Nel 1976 insieme alla pittrice Valentina Zolotych fondò il Museo unico di aforistica a Voronež.
Nel 2010, grazie alla raccolta Konec sveta zakončitcja chorošo ("La fine del mondo giungerà presto"), Davidovič è stato "riconosciuto come un genio sconosciuto".
Il 15 ottobre 2012 il club di Davidovič, con il supporto intellettuale e materiale e sotto gli auspici della Fondazione Chovanskij, ha avviato il progetto educativo e didattico Aforism kak slovo s Bol'šoj bukvy (L'aforisma come una parola in maiuscolo), il cui contenuto è quello di educare attraverso aforismi d'autore. Il 21 marzo 2013 il progetto ha ricevuto il suo sviluppo nella sede di Voronež da parte dell'istituto umanitario economico di Mosca.
Davidovič è stato uno degli autori della rivista Zdravyj smysl ("Buon senso") per conto della Società umanistica russa. Negli ultimi anni della sua vita è stato un leader assoluto nel numero di aforismi scritti, che sono stati pubblicati nelle raccolte Antologija mudrosti ("Antologia della saggezza"), Antologija mysli v aforizmach ("Antologia del pensiero negli aforismi"), Mudrost' Rossii. Ot Vladimira Monomacha do našik dnej ("Saggezza di Russia. Da Vladimir Monomach ai giorni nostri"), Novaja kniga aforizmov ("Nuovo libro di aforismi") e Bol'šaja kniga aforizmov ("Grande libro di aforismi"), superando autori come Stanisław Jerzy Lec, Friedrich Nietzsche, Lev Tolstoj, Arthur Schopenhauer e altri grandi pensatori.
È morto nel febbraio 2021 per un arresto cardiaco dopo essere stato ricoverato per complicazioni da COVID-19.